# Песнь о Роланде (фильм)
«Песнь о Роланде» (фр. La chanson de Roland) — французский приключенческий фильм 1978 года.

## Сюжет
Действие фильма разворачивается одновременно в двух измерениях: с одной стороны — XIII век — современность во всей своей неприглядности, с другой стороны — квази-VIII век, эпоха Роланда — легендарное прошлое.
Труппа бродячих актёров (в основном французов) во времена крестовых походов совершает паломничество в Сантьяго де Компостела. По пути они дают представления, разыгрывают сцены из «Песни о Роланде». В своём воображении артисты переносятся в героическое прошлое и сами становятся персонажами эпоса (отсюда футуристические костюмы: мы видим героев легенды такими, какими их представляют себе люди XIII века).
Переживая раз за разом события прошлого, артисты непрерывно осмысляют настоящее. Центральное действующее лицо — немец по имени Клаус, исполняющий в спектакле роль Роланда (Клаус Кински). Актёры встречают на своём пути группу крестьян, уцелевших после восстания, подавленного местными феодалами. Предводительница группы — некая Анна (Доминик Санда). Она производит сильное впечатление на умного, но малограмотного Клауса. После гибели Анны он начинает учиться чтению. Сопоставляя образ рыцаря романтического и рыцарей реальных, Клаус в итоге решает вступить в борьбу с угнетателями и (как следует из эпилога) поднимает крестьянское восстание.
Фильм даёт масштабную панораму средневековой жизни: магометане, рыцари (благородные и не очень), крестьяне (безмолвствующие и бунтующие), скоморохи, паломники, проповедники, воры, проститутки, прокажённые и всё это на фоне реальных архитектурных памятников и пейзажей.

## В ролях
- Клаус Кински — бродячий актёр Клаус / на сцене — Роланд
- Ален Кюни — проповедник / на сцене — Турпан
- Пьер Клеманти — писарь / на сцене — Оливье
- Жан-Пьер Кальфон — Турольд / на сцене — Карл и Марсилий
- Серж Мерлен — Тьери / на сцене — Ганелон
- Ласло Сабо — венгерский рыцарь / герцог Нэм
- Нильс Ареструп — торговец / Отон
- Доминик Санда — Анна
- Жан-Клод Бриали — сеньор

## Музыка
Премия «Сезар» 1979 года в категории «за лучшую музыку к фильму». Композитор: Антуан Дюамель (Antoine Duhamel)

## Интересные факты
- В оригинальной версии Клаус Кински играет (как и в других французских фильмах) без дубляжа.